# Sara Natami
Sara Natami (6 novembre 2000) è una lottatrice giapponese, specializzata nella lotta libera.

## Palmarès
- Campionati asiatici

Biškek 2018: argento nei 57 kg.
Ulaanbaatar 2022: oro nei 59 kg.